# تپه قوش قانا
تپه قوش قانا مربوط به عصر آهن - دوره هخامنشی - دوره اشکانیان است و در شهرستان ابهر، بخش مرکزی، دهستان صایین قلعه، روستای سرو جان، ۲ کیلومتری جنوب روستا واقع شده و این اثر در تاریخ ۲۶ اسفند ۱۳۸۶ با شمارهٔ ثبت ۲۲۱۸۸ به‌عنوان یکی از آثار ملی ایران به ثبت رسیده است.